# Flesh & Blood (film)
Flesh & Blood (originele titel; Flesh+Blood) is een Spaans-Nederlandse film uit 1985, gemaakt door Paul Verhoeven naar een scenario van Gerard Soeteman. De film won destijds het gouden kalf voor beste Nederlandse speelfilm van 1985.
De film speelt in het laat middeleeuwse Italië. Zoals de titel al doet vermoeden bevat de film veel gewelddadige en seksueel expliciete scènes. "Flesh & Blood" laat de Middeleeuwen zien als een rauwe tijd waarin mensen elkaar niet ontzien, en vriendschappen even snel ontstaan als vergaan.

## Synopsis
Het verhaal gaat over een groep huurlingen onder leiding van Martin. In opdracht van hun heer Arnolfini veroveren zij een stad. Het plunderen loopt hierna zo uit de hand dat Arnolfini besluit om Martin en zijn bende uit de stad te verwijderen zonder hun beloofde buit. De groep trekt hierna rond over het platteland. Wanneer de groep het ongeboren kind van Martin en zijn vriendin begraven stuiten zij op een beeld van de heilige Sint Maarten. Ze besluiten het beeld mee te nemen en alle hints die het beeld geeft op te volgen. Martin gebruikt het beeld echter om de groep te manipuleren.
Per ongeluk ontvoert de groep Agnes, de aanstaande schoondochter van Arnolfini. Hierna slagen zij erin een kasteel te veroveren. Daar leven ze gedurende een korte periode een rijk leven, waarbij Martin een relatie probeert aan te knopen met Agnes. Zij gaat op zijn avances in om op die manier te overleven binnen de groep. Arnolfini en zijn zoon Steven komen hen op het spoor, en belegeren het kasteel. Hun leger wordt echter door de pest uitgeschakeld en Steven wordt door de bende gevangengenomen en op de binnenplaats vastgeketend.
Arnolfini en zijn arts gebruiken een list om de bende uit te schakelen, ze gooien met de pest besmet hondenvlees over de kasteelmuur. Steven gooit een van de stukken in de waterput. Al snel is de hele bende ziek of dood. In de slag die volgt delft de bende het onderspit en komt Agnes weer terug bij Steven. Martin is verder de enige overlevende. Tot op het laatst is het niet duidelijk van welke man Agnes eigenlijk gehouden heeft of dat ze slechts steeds voor de sterkste heeft gekozen. Verder blijkt dat de arts van Arnolfini een behandelmethode gevonden heeft tegen de pest.

## Rolverdeling
| Acteur               | Personage        |
| -------------------- | ---------------- |
| Rutger Hauer         | Martin           |
| Jennifer Jason Leigh | Agnes            |
| Tom Burlinson        | Steven Arnolfini |
| Jack Thompson        | Captain Hawkwood |
| Fernando Hilbeck     | Arnolfini sr.    |
| Ronald Lacey         | Cardinal         |
| Brion James          | Karsthans        |
| Simón Andreu         | Miel             |
| Kitty Courbois       | Anna             |
| Hans Veerman         | Father George    |
| Susan Tyrrell        | Celine           |
| Ida Bons             | Roly Poly        |